# Topo-isomerase

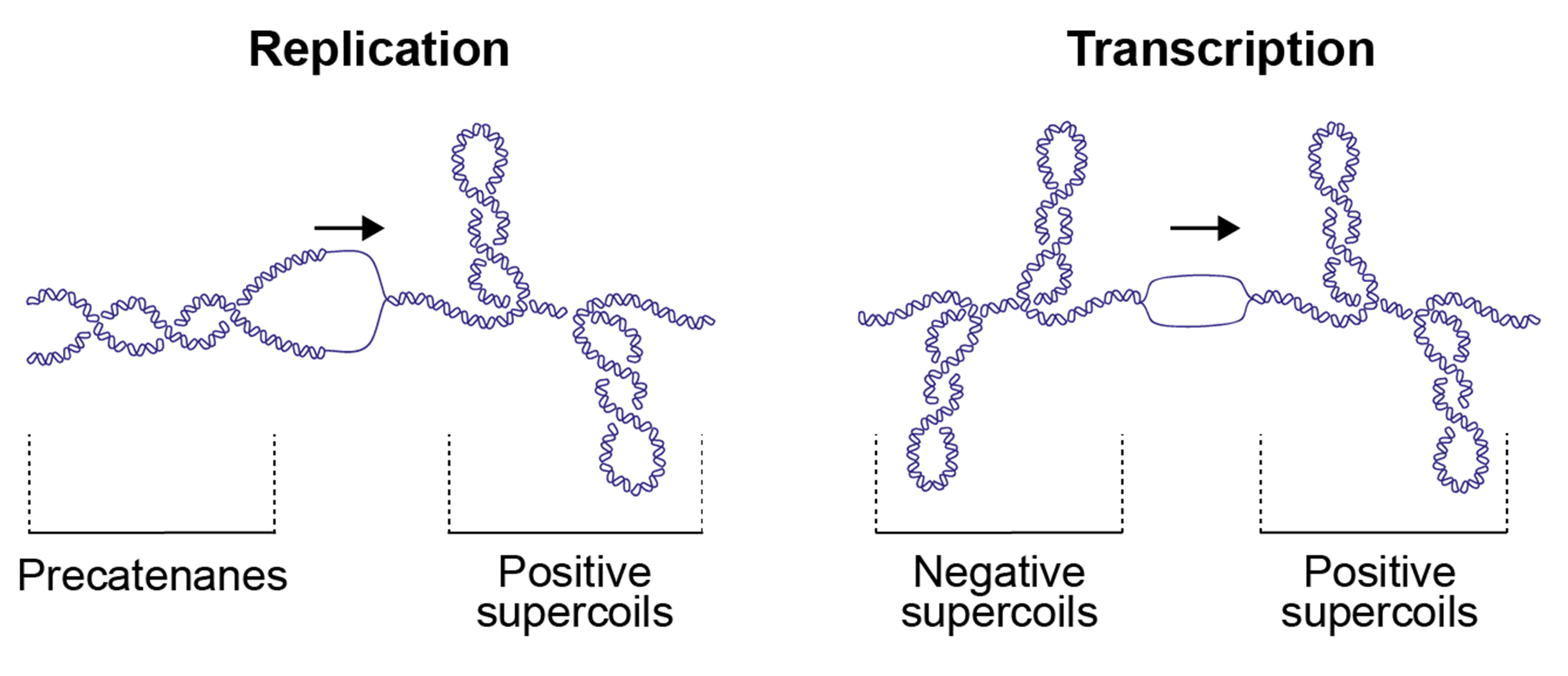
Topologische gevolgen van DNA replicatie and transcriptie

Topo-isomerase is een enzym dat de topologische toestand van het DNA regelt door het te knippen gedurende replicatie en transcriptie. Het DNA vormt een helix, zoals een wenteltrap, die altijd rechtsom draait. Deze draaiing kan gedurende replicatie of transcriptie toenemen wanneer de replicatievork zich vormt en vooruit beweegt. Stroomopwaarts, voorafgaand aan de replicatievork, veroorzaakt dit extra wikkelingen met verdubbeling waarbij men spreekt van supercoiling. De dochterstrengen, die zich na de replicatievork vormen, kunnen verstrengelen. Wordt dit niet opgelost, dan kan de DNA- of RNA-polymerase niet verder en kan de DNA-keten breken. Alle veranderingen van structuur van het DNA leiden tot spanningsveranderingen en rotatiekrachten in de keten. De topo-isomerase voorkomt dat dergelijke spanningen de keten beschadigen door de fosfodi-esterbindingen te verbreken, waarna het DNA de relaxte vorm kan aannemen. Uiteindelijk worden de verbindingen weer hersteld.

Structuur van pokkenvirus-topoisomerase (groen) covalent gebonden aan DNA (helix in rood en blauw). Gevonden op Protopedia

De eerste topo-isomerase werd in 1971 beschreven door James Wang en werd aanvankelijk omega-eiwit genoemd. Vervolgens kreeg dit enzym topo-isomerase de naam Escherichia coli topoisomerase I.

## Structuur
Topo-isomerasen hebben een katalytische kern die betrokken is bij het knippen en opnieuw verbinden van DNA-strengen, een DNA-bindend domein en in sommige enzymen is er een ATP-bindingsplaats.
Er bestaan twee typen:
Topo-isomerase Type I - introduceert tijdelijke enkelstrengse breuken 
Topo-isomerase TypeII - introduceert tijdelijke dubbelstrengse breuken 

## Verschillende functies

### Ontspanning dubbele helix
Type I topo-isomerasen helpen de supercoiled gebieden vóór de replicatievork te ontspannen, waardoor een soepele en nauwkeurige replicatie wordt uitgevoerd.

### DNA-reparatie
Wanneer DNA schade oploopt, als gevolg van enkelstrengse breuken, kunnen topo-isomerasen helpen bij het opnieuw verbinden van de gebroken uiteinden. Ze repareren ook DNA-schade veroorzaakt door straling en chemicaliën.

### Transcriptie
RNA-polymerase heeft toegang nodig tot de DNA-matrijs om RNA-moleculen te synthetiseren. Supercoiled DNA belemmert dit proces. Topo-isomerasen ontspannen het DNA, waardoor het toegankelijk wordt voor transcriptie. Ze verlichten de rotatiespanningen veroorzaakt door de beweging van RNA-polymerase langs de DNA-matrijs.

### Celverdeling
Tijdens de celdeling speelt topo-isomerase II een cruciale rol bij de condensatie en segregatie van chromosomen. Ze helpt het gerepliceerde chromosoom correct te verdelen over de twee dochtercellen, waardoor fouten worden voorkomen.

### Genexpressie
Topo-isomerase beïnvloedt indirect de genexpressie door de toegankelijkheid van DNA voor transcriptiefactoren en enkele andere regulerende eiwitten te veranderen.